# Dulcie September

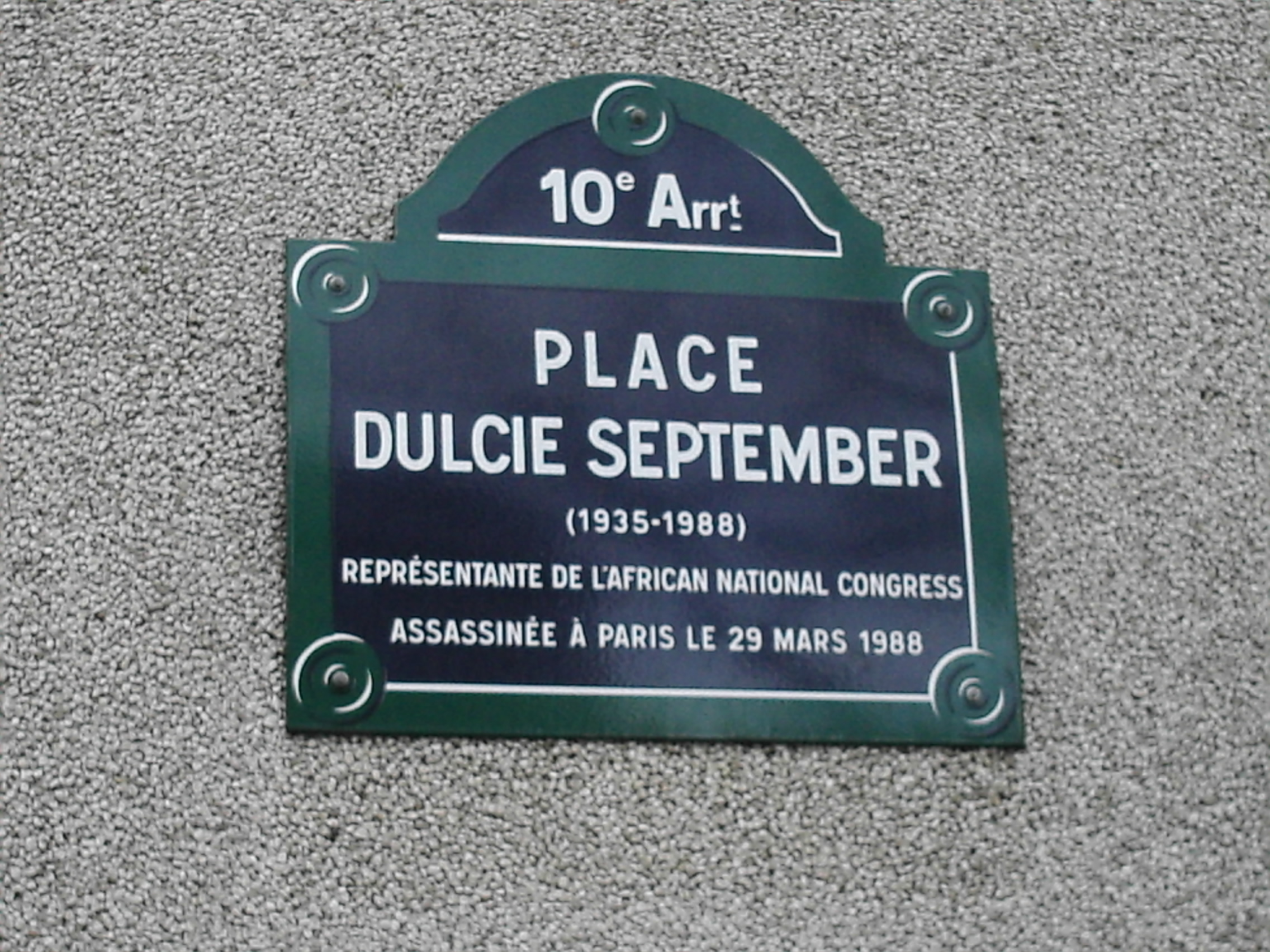
Bảng tưởng niệm cho Dulcie September

Dulcie Evonne September (20 tháng 8 năm 1935 - 29 tháng 3 năm 1988) là một nhà hoạt động chính trị chống phân biệt chủng tộc người Nam Phi. Sinh ra ở Athlone, Western Cape, Nam Phi, cô bị ám sát ở Paris, Pháp.

## Đầu đời
Là con gái lớn thứ hai của Jakobus và Susan tháng 9, Dulcie lớn lên ở Gleemore, ngoại ô Cape Town, nơi cô phát triển mối quan tâm của mình đối với hoạt động chính trị. Cô bắt đầu học tiểu học tại Phái đoàn Phương pháp Klipfontein, và sau đó học tại Trường Trung học Athlone. Năm 1954, cô đăng ký vào Trường đào tạo Wesley ở Salt River để theo đuổi sự nghiệp giảng dạy và hoàn thành bằng Cao đẳng Sư phạm năm 1955. Cô bắt đầu sự nghiệp giảng dạy, đầu tiên tại City Mission School ở Maitland, sau đó tại Trường tiểu học Bridsville East ở Athlone vào năm 1956, và năm 1957 trở thành thành viên của Hội liên hiệp sinh viên Cape Peninsula (CPSU) mới thành lập, chi nhánh của Phong trào Thống nhất Nam Phi, nhằm khắc phục sự phân chia chủng tộc và củng cố tình đoàn kết giữa các sinh viên thuộc các nền văn hóa khác nhau. Cô thuộc về nhánh Athlone của Liên đoàn Giáo viên Nam Phi (TLSA).

## Hoạt động
September sau đó gia nhập Liên minh Dân chủ Nhân dân Châu Phi Nam Phi (APDUSA), được thành lập năm 1960. Cô tiếp tục là thành viên của nhóm nghiên cứu phiến quân Yu Chi Chan, bị giải tán vào cuối năm 1962, và được thay thế bằng Mặt trận Giải phóng Quốc gia (NLF) vào tháng 1 năm 1963. Trong khi tham gia vào các hoạt động của NLF, cô đã bị bắt và bị giam mà không bị xét xử tại Nhà tù Roeland Street vào ngày 7 tháng 10 năm 1963. Cùng với chín người khác, cô bị buộc tội theo Đạo luật Tố tụng Hình sự, tội danh chính âm mưu thực hiện hành vi phá hoại và kích động các hành vi bạo lực có động cơ chính trị ". Sau nhiều tháng tố tụng tại tòa án, bản án đã được đưa ra vào ngày 15 tháng 4 năm 1964. Tháng 9 đã bị kết án năm năm tù, trong thời gian đó cô phải chịu đựng sự lạm dụng thể xác và tâm lý nghiêm trọng. Khi được trả tự do vào tháng 4 năm 1969, chế độ Pretoria đã kiểm soát các hoạt động của cô bằng lệnh cấm năm năm, điều này cấm cô tham gia vào hoạt động chính trị và thực hành nghề nghiệp của mình. September sau đó chuyển sang sống với chị gái ở Paarl. 
Năm 1973, khi lệnh cấm của cô đã kết thúc, September đã xin giấy phép khởi hành vĩnh viễn, đảm bảo một vị trí tại Madeley College of Education ở Staffordshire. September rời Nam Phi vào ngày 19 tháng 12 năm 1973. Tại Luân Đôn, cô tham gia các hoạt động của Phong trào Chống Apartheid và ở tiền tuyến của nhiều cuộc biểu tình và biểu tình chính trị tại Nhà Nam Phi ở Quảng trường Trafalgar. Sau đó, cô từ bỏ công việc giáo viên và gia nhập đội ngũ của Quỹ Quốc phòng và Viện trợ Quốc tế cho Nam Phi. Năm 1976, cô gia nhập Đại hội Dân tộc Phi (ANC), nơi cô làm việc trong Hội Phụ nữ ANC. Năm 1979, Năm quốc tế của trẻ em (IYC), cô được bầu làm chủ tịch Ủy ban IYC của Bộ phận phụ nữ ANC ở London. Vào cuối năm 1983, September được bổ nhiệm làm Trưởng đại diện ANC tại Pháp, Thụy Sĩ và Luxembourg.